# Балкан (1903)
Вижте пояснителната страница за други значения на Балкан.
„Балкан / Le Balkan“ е български вестник, излизал в София от 5 април до 4 май 1903 година, издаван от ранния македонист Стефан Дедов.
Редактор на вестника е А. С. Василев. След спирането на „Балкански гласник“ в Белград и основаването на Славяно-македонското студентско дружество в Русия, Дедов пристига в 1903 година в София и започва издаването на „Балкан“. Вестникът излиза два пъти седмично в сряда и събота. От брой 2 излиза през ден, а от брой 8 - всеки ден. Спира след 12 излезли броя. Печатан е в печатницата на Б. Зилбер. Редакционните му статии са печатани и на руски език.

Вестникът декларира, че 
| „ | Ще защитява автономията на Македония за македонците и независимостта на балкана за балканците. | “ |

В първия брой е публикуван меморандумът на Санктпетербургското дружество до руското правителство. Това е единственият македонистки брой на вестника. В следващите броеве идеите на вестника не се различават съществено от тези на останалите издания на бежанците от Македония и Одринско. В него Дедов ясно говори за българи в Македония. Във вестника се дават сведения за турските насилия в Македония, за провежданата там сръбска и гръцка пропаганда. Вестникът се печата при Б. Зилбер, Иван К. Божинов и Янко С. Ковачев. Вестникът публикува и проза от Евтим Спространов. На следната година Дедов издава вестник „Куриер“.